# Объединённая двигателестроительная корпорация
АО «Объединённая двигателестроительная корпорация» (АО «ОДК») — интегрированная структура, производящая двигатели для военной и гражданской авиации, космических программ, газотурбинные установки различной мощности для производства электрической и тепловой энергии, газоперекачивающие и корабельные газотурбинные агрегаты. Объединённая двигателестроительная корпорация входит в государственную корпорацию «Ростех».
C 27 сентября 2013 года Открытое акционерное общество "Управляющая компания «Объединённая двигателестроительная корпорация» (ОАО "УК «ОДК») в порядке, установленном законодательством, переименовано в Открытое акционерное общество «Объединённая двигателестроительная корпорация» (сокращённое наименование — ОАО «ОДК»).
С 8 января 2015 года осуществлена государственная регистрация изменения организационно-правовой формы Открытого акционерного общества «Объединённая двигателестроительная корпорация» на Акционерное общество «Объединённая двигателестроительная корпорация» (АО «ОДК»).
С 2022 года, из-за вторжения России на Украину, находится под международными санкциями Евросоюза, США и ряда других стран.

## Структура
В собственности ОДК находятся акции следующих двигателестроительных компаний:
- АО НПЦ газотурбостроения «Салют» (г. Москва)
  - ОМО им. Баранова (г. Омск)
- АО «Наро-Фоминский машиностроительный завод» (г. Наро-Фоминск)
- АО «ОДК — Газовые турбины» (г. Рыбинск)
  - ООО «СКБ ГПА "Сатурн-Газовые турбины"»
  - ООО «Энергооптима»
  - ЗАО «Объединённые газопромышленные технологии "Искра-Авигаз»
- ПАО «ОДК-Сатурн» (г. Рыбинск)
  - Филиал «Научно-технический центр им. А. Люльки» (г. Москва)
  - Филиал «Научно-технический центр г. Санкт-Петербург»
  - Филиал «Научно-технический центр г. Омск»
  - ООО «Комбинат питания НПО «Сатурн»» (г. Рыбинск)
  - ООО «Программные продукты» (г. Рыбинск)
  - ООО «Аутсорсинг Технологии Обслуживание» (г. Рыбинск)
  - АО «Смартек» (г. Москва)
  - ЗАО «Турборус» (г. Рыбинск)
  - ОАО «Центр сертификации Госавиасертифика» (г. Москва)
  - ЗАО «ВолгАэро» (г. Рыбинск)
  - ЗАО «ПауэрДжет» (г. Рыбинск)
  - АО «Омское моторостроительное конструкторское бюро» (г. Омск)
  - ЗАО «Новые инструментальные решения» (г. Рыбинск)
  - PowerJet S.A. (г. Париж)
  - АО «Сатурн-инструментальный завод» (г. Рыбинск)
  - ООО «Клининговая компания "Блеск"» (г. Рыбинск)
  - ЗАО «Ремонт, модернизация, обслуживание» (г. Рыбинск)
  - ЗАО «Полуева-Инвест» (г. Рыбинск)
  - АО «Испытательный стенд Ивановской ГРЭС» (г. Комсомольск (Ивановская область))
- АО «Климов» (г. Санкт-Петербург)
- АО «Московское машиностроительное предприятие имени В. В. Чернышёва» (г. Москва)
  - ООО «Красный октябрь» (г. Москва)
  - ЗАО «ИНТЕХМАШ» (г. Москва)
- ПАО «Кузнецов» (г. Самара)
  - ЗАО «ДЭМ» (г. Самара)
  - ЗАО «ОРТОПЕД» (г. Самара)
  - ООО «Моторостроитель-Финанс» (г. Самара)
  - ООО «Санаторий „Фрунзенец“» (г. Самара)
  - ООО «Многопрофильное производственное предприятие „Агрегат“» (г. Самара)
  - ООО «Торговый дом-НК» (г. Москва)
  - ЗАО «Экономическая фирма „АВИА-ЭКУС“» (г. Москва)
- АО «ОДК-СТАР» (г. Пермь)
  - ООО «Комбинат питания ОАО „СТАР“» (г. Пермь)
  - ООО «Автоматика» (г. Пермь)
  - ООО «Завод электропилы „Инкар-Парма“» (г. Пермь)
- ОАО «Авиадвигатель» (г. Пермь)
- ПАО «Уфимское моторостроительное производственное объединение» (г. Уфа)
  - АО «Уфа-АвиаГаз» (г. Уфа)
  - ООО Компания «Уфа Мотор Инвест» (г. Уфа)
  - ООО «Пансионат „Головинка“» (г. Сочи)
  - ОАО «УК „Уфимские моторы“» (г. Уфа)
  - ООО «Флайвингс» (г. Москва)
  - ЗАО «Мотор-АВИА» (г. Уфа)
  - АО «Инвест Альянс» (г. Уфа)
  - ООО «ДБА-Инжиниринг» (г. Уфа)
  - ООО «НПК "Штурмовики „Сухого„» (г. Москва)
  - ООО «Борисфен-АВИА» (г. Москва)
- Компания с ограниченной ответственностью «Пи. Джи. Джи. Уммелс Бехир. Би.Ви.» (г. Амстердам)
- Филиалы ПАО «Уфимское моторостроительное производственное объединение» (г. Уфа)
  - «ОКБ им.А.Люльки» (г. Москва)
  - «Лыткаринский машиностроительный завод» (г. Лыткарино)
- АО «Металлист-Самара» (г. Самара)
- ЗАО «Волжский дизель имени Маминых» (г. Балаково)
- ЗАО «МАГ-РТ» (г. Москва)
- ЗАО «Моторсервис-ПМ» (г. Москва)
- АО «ОДК-Пермские моторы» (г. Пермь)
  - ООО «Ведомственные пожарная охрана Пермского моторостроительное комплекса» (г. Пермь)
  - ЗАО «УК „Пермский моторостроительное комплекс“» (г. Пермь)
  - ЗАО «Металлист-ПМ» (г. Пермь)
- АО «Железнодорожник-ПМ» (г. Пермь)
- АО «Энергетик-ПМ» (г. Пермь)
  - ООО «Современные технологии» (г. Пермь)
- АО «Металлист-ПМ» (г. Пермь)
  - ЗАО «Литейный завод» (г. Пермь)
- ООО «Международный инженерный центр Объединённой двигателестроительной корпорации» (г. Москва)
- ОДК Газ Турбинз Би. Ви. (г. Амстердам)
- ОАО «218 Авиационный ремонтный завод» (г. Гатчина)
- АО «570 Авиационный ремонтный завод» (г. Ейск)
- ОАО «712 Авиационный ремонтный завод» (г. Челябинск)
- АО «Арамильский авиационный ремонтный завод» (г. Арамиль)

## Деятельность
ОДК сформирована по Указу Президента Российской Федерации от 16 апреля 2008 г. № 497 и Распоряжения Правительства Российской Федерации от 04 октября 2008 г. № 1446-р с целью консолидации интеллектуального и производственного потенциала отечественного двигателестроения для обеспечения конкурентоспособности продукции российского двигателестроения на мировом рынке. В настоящее время в ОДК интегрировано более 80 % активов авиадвигателестроения.
АО «Объединённая двигателестроительная корпорация» осуществляет разработку, производство и послепродажное обслуживание широкого ряда газотурбинных двигателей. Деятельность Корпорации на данный момент осуществляется в следующих направлениях:
- Двигатели для военной авиации:
- Двигатели для боевой авиации;
- Двигатели для военно-транспортной и стратегической авиации;
- Двигатели наземного применения:
- Газотурбинные установки;
- Пэкидж газотурбинных установок;
- Вертолётные двигатели;
- Двигатели для гражданской авиации;
- Ракетные двигатели;
- Короткоресурсные газотурбинные двигатели;
- Морские газотурбинные двигатели;

### Рейтинговые оценки
Рейтинговое агентство АКРА в 2019 году присвоило ОДК рейтинговую оценку AA-(RU) со стабильным прогнозом. Рейтинг ежегодно подтверждался (2020—2022), в 2023 году был повышен до A+(RU), в 2024 понижен до A(RU).
Рейтинговое агентство «Эксперт РА» в 2018 году присвоило компании рейтинговую оценку ruAA- со стабильным прогнозом, в 2019 году рейтинг был отозван.

## Генеральные директора
- Реус, Андрей Георгиевич (2008 — 19 июля 2012)[4]
- Масалов, Владислав Евгеньевич (19 июля 2012 — 18 июля 2015)[5]
- Артюхов, Александр Викторович (18 июля 2015 — 31 января 2023)[6]
- Бадеха, Вадим Александрович (и. о. 1 февраля — 20 июля 2023[7], 20 июля 2023 — 6 ноября 2024)[8][9]
- Грачёв, Александр Владимирович (с ноября 2024)[10]

## Санкции
23 декабря 2020 года АО «ОДК» попало под экспортные ограничения Минторга США из-за признания компании «конечным военным пользователем», в 2022 году АО «ОДК» включено в блокирующий санкционный список США.
10 марта 2022 года, на фоне вторжения России на Украину, корпорация включена в санкционный список Канады «за роль в содействии или поддержке неспровоцированного и необоснованного вторжения президента Путина в Украину».
8 апреля 2022 года, холдинг АО «ОДК» внесён в санкционный список стран Евросоюза, отмечая что в его структуру входит завод Климов который «производит двигатели для вертолётов Ка-52, которые использовались Россией во время неспровоцированной военной агрессии против Украины в 2022 году, в том числе во время боёв за Гостомель». 7 октября 2022 года АО «ОДК» включено в санкционный список Японии «в ответ на псевдореферендумы на оккупированных украинских территориях».
Также, по аналогичным основаниям, АО «ОДК» находится под санкциями Швейцарии, Украины, Австралии и Новой Зеландии.

## Приоритетные проекты
- Двигатель SaM146, которым оснащается региональный лайнер SSJ100. Это первая силовая установка, производимая в России, получившая международный сертификат типа EASA[19].
- Двигатель ПД-14. Это один из приоритетных и инновационных продуктов корпорации. Двигатель разработан с применением самых современных технологий и, в то же время — на основе надёжных и хорошо себя зарекомендовавших решений. При создании двигателя применены проверенная временем двухвальная двухконтурная схема с прямым приводом вентилятора, высокоэффективный газогенератор с 8-ступенчатым КВД и 2-ступенчатой ТВД. Во всех узлах двигателя применены 3-D аэродинамика нового поколения, перспективные технологии (технологии изготовления широкохордных полых титановых лопаток вентилятора методом диффузионной сварки и сверхпластической формовки, охлаждения и защиты горячей части, изготовления деталей и узлов двигателя и мотогондолы из полимерных композитных материалов), а также новые материалы (интерметаллидные и жаропрочные никелевые сплавы для изготовления лопаток турбины, высокопрочные сплавы для изготовления дисков компрессора и турбины, новое поколение полимерных композиционных материалов). Двигатель ПД-14 разработан и будет производиться в России.
- Газотурбинная энергетическая установка ГТД-110М мощностью более 110 МВт — одновальная газовая турбина, предназначенная для использования в газотурбинных энергетических и парогазовых установках большой мощности. Она представляет собой результат глубокой модернизации газотурбинного двигателя ГТД-110. На сегодняшний день в России серийно не производятся отечественные газовые турбины в классе мощности свыше 110 МВт[20].